# جيف كولير
جيف كولير هو مهندس كندي، ولد في 1958.